# خدر أباد (تشغاخور)
خدر أباد (بالفارسية: خدرآباد) هي قرية تقع في إيران في قسم تشغاخور الريفي. يقدر عدد سكانها بـ 126 نسمة .